# Federacja na rzecz Kobiet i Planowania Rodziny
Federacja na rzecz Kobiet i Planowania Rodziny – związek organizacji pozarządowych, który działał na rzecz praw człowieka, w szczególności prawa kobiet do decydowania o tym, czy i kiedy mieć dzieci. Dyrektorką wykonawczą była Krystyna Kacpura.

## Skład
- Demokratyczna Unia Kobiet
- Liga Kobiet Polskich
- Stowarzyszenie „Centrum Pomocy Rodzinie” w Olsztynie
- Stowarzyszenie Dziewcząt i Kobiet Chrześcijańskich-Polska YWCA
- Stowarzyszenie na rzecz Państwa Neutralnego Światopoglądowo „Neutrum”
- Stowarzyszenie „Pro Femina”
- Towarzystwo Rozwoju Rodziny

## Działalność
Federacja powstała 15 maja 1992 roku. Domagała się zrównania szans kobiet i mężczyzn, w tym prawa kobiet do świadomego macierzyństwa: rzetelnej wiedzy na temat seksualności człowieka, dostępu do antykoncepcji, prawa do dobrej jakości diagnostyki prenatalnej i opieki nad płodem, prawa do przerywania ciąży. Inicjowała wiele akcji, a od 12 listopada 1991 roku prowadziła własny Telefon Zaufania dla Kobiet, szukających informacji i wsparcia w obszarze praw i zdrowia reprodukcyjnego i służył udzielaniu informacji, poradnictwa i wsparcia w zakresie antykoncepcji, ciąży, profilaktyki i leczenia chorób narządów kobiecych, problematyki menopauzy; przemocy, konfliktów w rodzinie, problemów w relacjach; prawa pacjenta/pacjentki, przemocy w rodzinie oraz prawa pracy; dojrzewania, antykoncepcji, relacji, seksualności.
Przy Federacji działały:
- Nieformalna Grupa Edukatorów Seksualnych „Ponton”, która zajmuje się tzw. edukacją rówieśniczą i prowadzi pogadanki w szkołach, a także poradnictwo dla młodzieży
- ASTRA Network, która działa na rzecz przekształcania relacji władzy płci w społeczeństwie, tak aby kobiety i mężczyźni mogli korzystać z pełnych i równych praw
- ASTRA Youth, szczególnie zaangażowana w proces wdrażania kompleksowej edukacji seksualnej
- Telefon Zaufania, telefon dla osób szukających wsparcia w zakresie zdrowia i praw reprodukcyjnych
- Zespół Prawny, który udziela pomocy prawnej w zakresie praw reprodukcyjnych

Federacja należała do Polskiej Koalicji Social Watch. Od 1999 roku Federacja posiadała status organizacji doradczej przy Radzie Społeczno-Ekonomicznej ONZ.
Organizacja w latach 2004–2010 była wspierana finansowo m.in. przez firmę G. R. produkującą środki antykoncepcyjne oraz organizację IPAS, producenta narzędzi stosowanych w zabiegach aborcji, które zlecały jej prowadzenie kampanii promujących jej produkty.
W 2019 r. związek ustanowił fundację o nazwie Fundacja na Rzecz Kobiet i Planowania Rodziny, sam zaś przeszedł w stan likwidacji.